# ميريديث باترسون
ميريديث باترسون (بالإنجليزية: Meredith Patterson)‏ هي ممثلة أمريكية، ولدت في 24 نوفمبر 1975 في الولايات المتحدة.

## أعمال

### أفلام
- (2005) أزهار مكسورة[3]

## وصلات خارجية
- ميريديث باترسون على موقع IMDb (الإنجليزية)
- ميريديث باترسون على موقع قاعدة بيانات الفيلم (الإنجليزية)